# Kodväxling
Kodväxling är en term inom språkvetenskapen. Den betecknar fenomenet att språkbrukare ibland byter språk eller dialekt mitt i ett samtal eller mening. Kodväxling är ett tecken på flerspråkighet i någon omfattning, snarare än renodlade inlån av ord och uttryck.

## Exempel
Exempel på kodväxling mellan svenska och engelska:
- Jag hjälper till, no problem.
- Han är totally crazy!

I kodväxling byter talaren mellan språken medan med lånord inflätas de nya orden. "Jag mejlar dig sen efter att jag har binsjat den där teveserien du tipsade mig om" är exempel på en mening med många lånord som inte har kodväxling.

## Användning
Kodväxling kan vara intrasentinellt (inom satser), intersentinellt (mellan satser) och påhängsväxling (fraser som "hängs på"). Barns kodväxling styrs av behovet att hitta ord och det kan ofta bli ord med stammar från ett språk och affix från ett annat. Ökad kunskap i båda språken ger också ökad kodväxling.

## Källhänvisningar
1. ↑   kodväxling i Nationalencyklopedins nätupplaga. Läst 3 mars 2015.